# Аберфрау
Аберфрау (англ. Aberffraw, валл. Aberffraw) — небольшая деревня на юго-западном побережье острова Англси в Уэльсе, резиденция королей Гвинеда в IX—XIII вв.
Деревня расположена на западном берегу устья реки Фрау, которая и дала ей название (от валлийского aber — устье и Ffraw).
Сообщение с Аберфрау осуществляется автомобильным транспортом по трассе A4080, либо железнодорожным транспортом — ближайшая станция Бодорган.
Население Аберфрау составляло по данным переписи 2001 года 1293 человек.

## История
Первые свидетельства о появлении людей в окрестностях Аберфрау датируются 7 тысячелетием до н. э., к которому относятся найденные во время раскопок примитивные инструменты и другие свидетельства эпохи мезолита, что подтверждается данными радиоуглеродного анализа.
Около 4500 года до н. э. в Аберфрау было возведено одно из древнейших на территории Уэльса сооружений — погребальная камера, называемая Барклодиад-и-Гаурес. Камера представляет собой крестообразное каменное помещение, соединённое с поверхностью галереей, и закрытое насыпным курганом, использовавшееся как место захоронения, так и для ритуальных целей. Три камня формирующие арку в месте соединения камеры и ведущей к ней галереи, и два в задней части камеры несут на себе декоративные элементы — одни из самых ранних предметов творческой деятельности населения Уэльса.
О римском присутствии на территории Аберфрау свидетельствуют остатки трёх последовательно возведённых фортификационных сооружений, которые были исследованы во время раскопок 1973 и 1979 годов. Первый этап создания здесь укреплений представляет собой ров, сделанный в пуническом стиле и имеющий 4 метра в ширину и 2 метра в глубину с квадратным очистным отверстием в его дне. Ров с внутренней стороны подпёрт земляным валом, сохранившемся до настоящего времени высотой 60 сантиметров. В настоящее время ров заполнен остатками материала этого вала, что свидетельствует о том, что данный форт был организованно оставлен.
Второе укрепление было окружено рвом V-образной формы размерами 3,6 на 1,7 метра, который в итоге просто был заилен. В последней стадии возведения форт был окружён U-образным рвом, который повторил судьбу второго и заилился.
Первые два рва выполнены в однозначно римской манере, в то время как третий мог принадлежать и к раннесредневековой эпохе. Вероятно именно об этой системе укреплений сообщал Тацит, описывая поход на Англси Светония Паулина:
«После этого у побеждённых размещают гарнизон и вырубают их священные рощи, предназначенные для отправления свирепых суеверных обрядов…».
В письменных источниках населённый пункт впервые упоминается в валлийской «Хронике принцев», которая содержит запись за 966 год: «… Аберфрау был разорён». К этому времени здесь на протяжении жизни трёх поколений базируется двор старшей ветви потомков Родри Великого — условно именуемой «династией Аберфрау».
Согласно «Мабиногиону», в Аберфрау состоялась свадьба Бранвен, сестры Брана Благословенного, и Матолвха, короля Ирландии.
В заливе около поселения заканчивался трансатлантический телеграфный кабель.

## Достопримечательности
В настоящее время — небольшая деревня с песчаным пляжем. Среди достопримечательностей — церковь святого Квифана на скалистом островке Крибинау около Аберфрау (VII век), приходская церковь (XII—XVI веков), старый мост (1731 год), одно из первых почтовых отделений в Англии (1843 год).